# Patrick Müller
Patrick Müller (Genf, 1976. december 17. –) svájci válogatott labdarúgó, az AS Monaco védője.

## Pályafutása
Pályafutását FC Meyrinben kezdte, mielőtt a Servette-be igazolt. Tehetsége megmutatkozott az Olympique Lyonban, aki leigazolta őt. Játszott még Real Mallorcában és az FC Baselben. 2008. augusztus 31-én két évre aláírt a AS Monacóhoz.

### A válogatottban
Müller 1998 óta tagja a svájci labdarúgó-válogatottnak és a 2006-os labdarúgó világbajnokságra is meghívót kapott. Volt számos incidense is, a vb-n a labdát a kezével blokkolta.

### Magánélet
Patrick Müller házas, felesége Katia. Van egy lánya Norah és egy fia Dan. Müller svájci és osztrák kettős állampolgárságú.

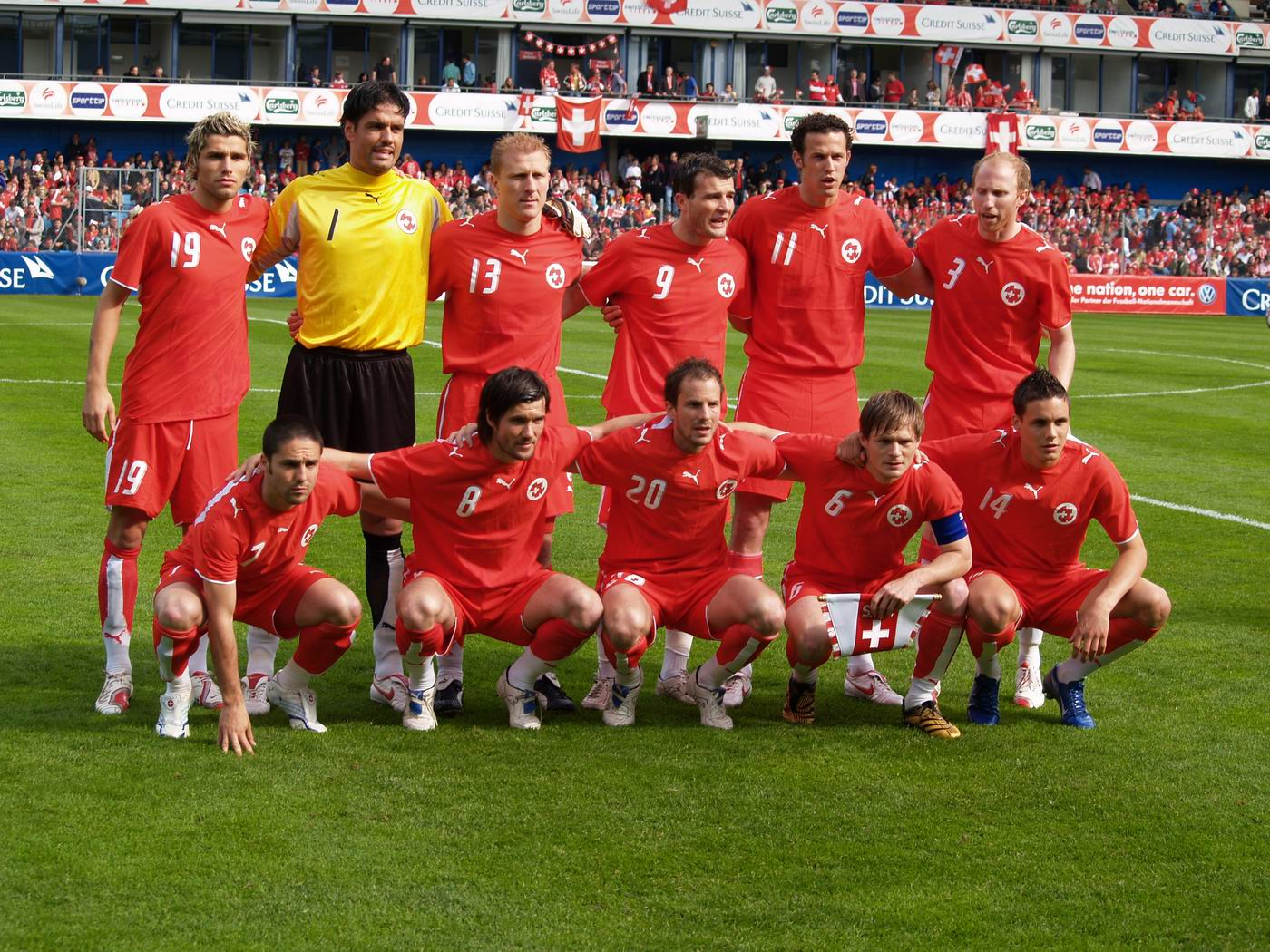
2006-ban a válogatott csapat egy Kína elleni barátságos meccs előtt (Müller lent középen)